# Aquarium d'eau douce
Un aquarium d'eau douce est un réservoir qui contient un ou plusieurs organismes aquatiques d'eau douce utilisé à des fins décoratives, d'élevage d'animaux ou de recherche. Les aquariums modernes sont le plus souvent en verre transparent ou en verre acrylique. Les habitants typiques comprennent les poissons, les plantes, les amphibiens et les invertébrés, tels que les escargots aquatiques et les crustacés.

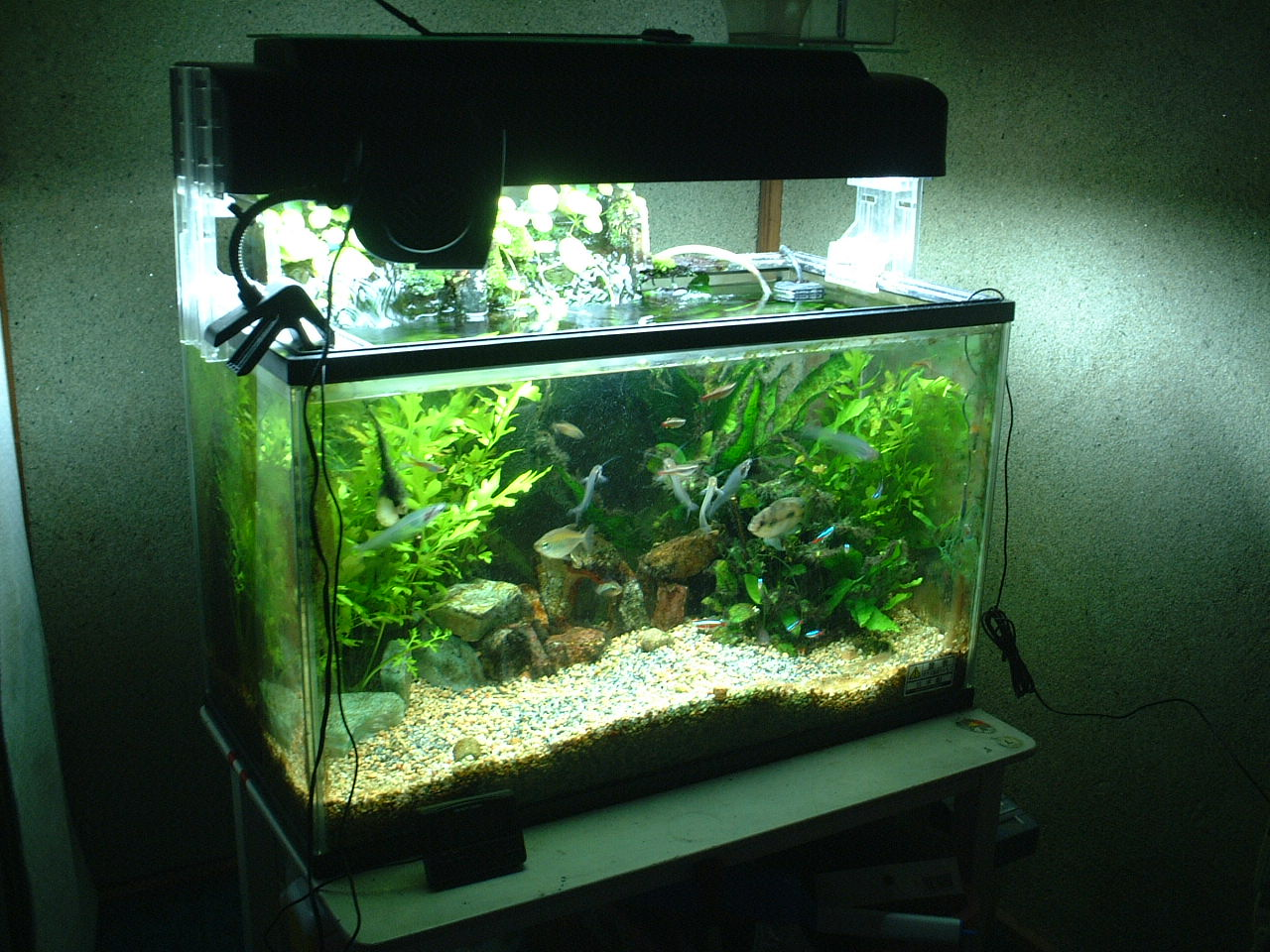
Aquarium d'eau douce tropicale

Les poissons d'eau douce peuvent être des espèces d'eau froide ou tropicales. Bien que les aquariums d'eau douce puissent être installés comme des aquariums communautaires, les poissons d'eau froide et tropicaux ne sont généralement pas mélangés en raison d'incompatibilités dans les exigences de température. Les aquariums d'eau froide abritent des poissons rouges et d'autres espèces qui ne nécessitent pas d'appareil de chauffage. Des températures plus chaudes augmenteraient en fait leur métabolisme et raccourciraient leur durée de vie. Pour un aquarium tropical, maintenir une température ambiante chaude comprise entre 24 et 27 ° C  permet au poisson de s'épanouir.
Les aquariums peuvent être décorés avec du sable ou du gravier, des plantes vivantes, du bois flotté, des roches et une variété de décors en matériaux synthétiques proposés dans le commerce. Les petits aquariums boules ne sont pas recommandés pour la plupart des poissons car ils sont généralement trop petits, ont tendance à ralentir la croissance des poissons et peuvent entraîner la mort.

## Histoire
Les premiers aquariums connus étaient des étangs artificiels de poissons  construits par les anciens Sumériens il y a plus de 4500 ans. Les anciens Assyriens, Égyptiens et Romains gardaient également des poissons dans des étangs à des fins de nourriture et de divertissement. Les anciens Chinois ont été la première culture à élever des poissons avec un certain succès. Ils ont élevé la carpe pour se nourrir vers 2000 av. J.-C. et ont développé de nombreuses variétés de poissons rouges ornementaux par reproduction sélective. Les poissons rouges ont été introduits en Europe au 18e siècle.
À la fin du XVIIIe siècle, l'intérêt général du public pour l'étude de la nature s'est accru et les poissons étaient conservés dans des bocaux en verre, des récipients en porcelaine, des cuves en bois et de petits étangs artificiels. Pendant ce temps, le zoologiste et botaniste Johann Matthaeus Bechstein  a élevé de nombreux poissons et amphibiens et a jeté les bases de la science des aquariums et des terrariums. Les concepts d'aquarium et de terrarium ont été développés plus tard par Nathaniel Bagshaw Ward en 1829.
Au cours du XIXe siècle, l'idée de «l'aquarium équilibré» s'est développée. Cette approche consiste à imiter un écosystème naturel. Selon cette méthode, les déchets produits par les poissons pourraient être consommés par les plantes, et les plantes ainsi que la surface de l'eau au contact avec l'air ambiant pourraient fournir de l'oxygène aux poissons. En 1869, le premier poisson tropical (le poisson paradis ) a été importé d'Asie. À l'époque, les réservoirs tropicaux étaient maintenus au chaud par une flamme nue. Parce que les premiers filtres étaient bruyants et coûteux, la pisciculture était un passe-temps réservé aux individus disposant de moyens financiers et scientifiquement enclins.

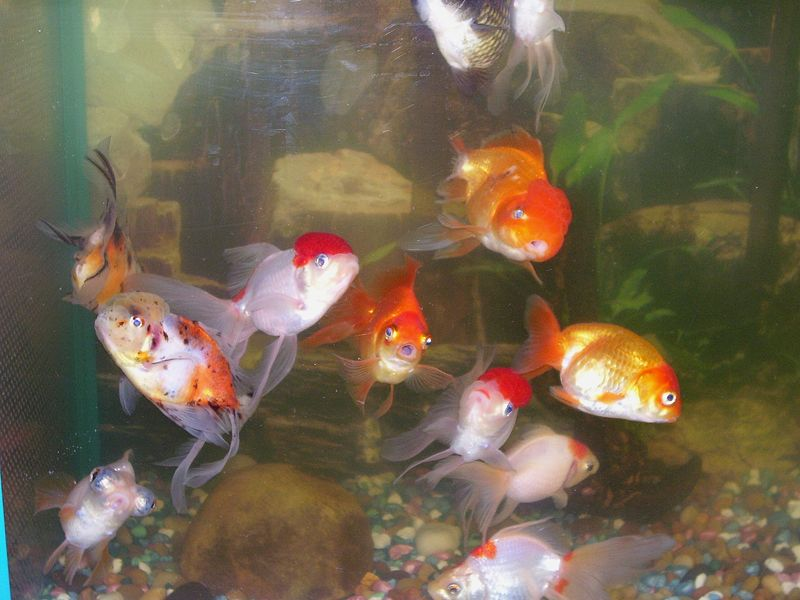
Un aquarium très peuplé de poissons rouges

En 1878, le contre-amiral Daniel Ammon a amené les premiers poissons tropicaux d' Extrême-Orient aux États-Unis, ce qui a entraîné une baisse de la popularité du poisson rouge. Au début du XXe siècle, l'aération, ainsi que la filtration des particules et du charbon de bois ont été introduites. Le filtre sous gravier a été introduit dans les années 1950. À cette époque, la vieille idée de l'aquarium équilibré était considérée comme inaccessible et inutile par de nombreuses personnes pratiquant l'aquariophilie, mais elle a fait son retour à la fin du 20e siècle avec la popularité croissante du réservoir planté.
Aujourd'hui, l'aquariophilie est devenue un loisir populaire que presque tout le monde peut pratiquer. Les poissons d'aquarium sont soit capturés dans la nature soit issus d'élevages. Les espèces élevées en captivité sont peu coûteuses et largement disponibles, et sont moins susceptibles d'être infectées par des maladies ou des parasites. Malheureusement, les générations successives de poissons consanguins ont souvent moins de couleur et portent des nageoires plus petites que leurs homologues sauvages.

## Fondamentaux
Une installation d'aquarium d'eau douce domestique typique, à part la faune aquatique, peut se composer d'un substrat de gravier, des plantes vivantes ou en plastique, des roches, de bois flotté, d'un arrière-plan et d'autres décorations. Les autres équipements comprennent un couvercle d'aquarium, un support ou un meuble d'aquarium, des accessoires d'éclairage, un appareil de chauffage, un thermomètre, une pompe à air, un appareil de filtration, un diffuseur, de la nourriture pour poissons, une épuisette, un osmoseur, des kits d'analyse de la qualité de l'eau, un tuyau de siphon ou un nettoyeur de gravier et un récipient pour les changements d'eau,.
La surface et la hauteur de l'eau sont importantes dans la mise en place et l'entretien d'un biotope vivant. La surface contribue à fournir une oxygénation dans la partie supérieure de l'aquarium et facilite également la création de thèmes aquatiques attrayants. Les environnements d'eau douce bénéficient davantage des aquariums courts et larges, en raison de la plus grande surface qu'ils présentent à l'air; cela permet à plus d'oxygène de se dissoudre dans l'eau, et plus il y a d'oxygène, plus vous pouvez garder de poissons. En général, un aquarium de plus grande taille fournit un monde aquatique plus stable et l'amateur peut également acquérir un plus grand nombre de poissons. Un grand aquarium peut également améliorer la valeur esthétique. En ce qui concerne le matériau, un aquarium entièrement en verre est préférable en raison de son coût raisonnable et de sa capacité supérieure à résister aux rayures et à la décoloration. Les aquariums intérieurs sont normalement placés loin des fenêtres, des conduits de chauffage et de refroidissement de la maison, car la lumière directe du soleil et les changements de température peuvent avoir des effets négatifs sur l'environnement aquatique. La surexposition au soleil entraîne une croissance rapide des algues à l'intérieur et à l'extérieur du réservoir. Les variations soudaines de température sont nocives pour les poissons.

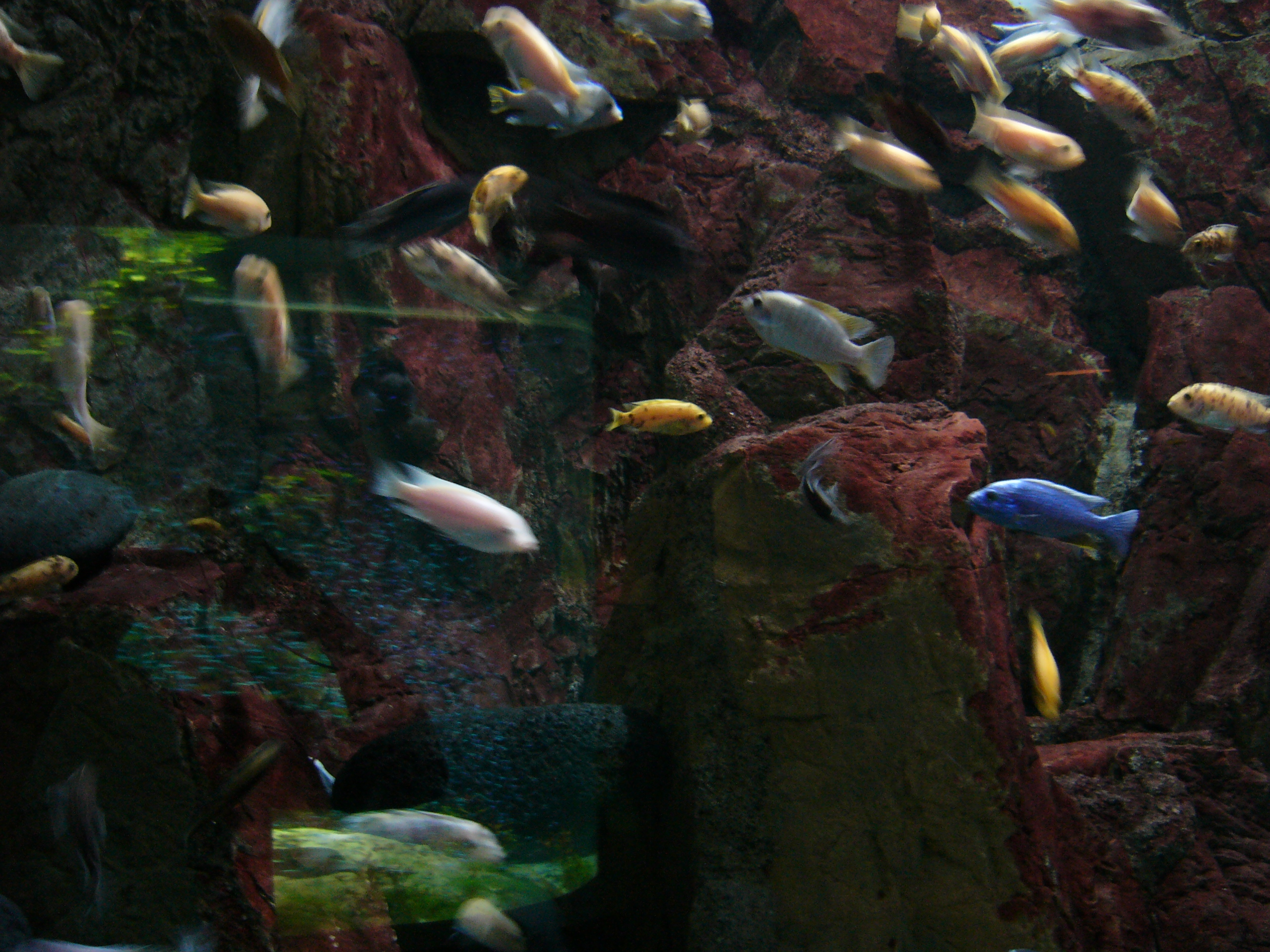
Aquarium de cichlidés africains

Les poissons d'aquarium appartiennent à une grande variété d'espèces, de régions géographiques différentes. La plupart des poissons d'aquarium sont originaires d'Amérique centrale, d'Amérique du Sud, d'Afrique ou d'Asie. Les poissons peuvent être conservés dans différentes combinaisons d'espèces et dans différents types d'environnements aquatiques. Quatre thèmes communs incluent l'aquarium communautaire, l'aquarium de poissons rouges, l'aquarium de cichlidés africains et l'aquarium planté.
Un aquarium communautaire fait référence au mélange de poissons et de plantes de différentes zones géographiques avec un accent sur la couleur et la rusticité des spécimens. Un exemple est la combinaison de gouramis, tétras et rasboras avec une sélection de plantes rustiques telles que Hygrophila difformis, Hygrophila polysperma et Vallisneria spiralis. Choisir des poissons paisibles et compatibles les uns avec les autres est important dans un aquarium communautaire.
Un aquarium de poissons rouges peut être installé comme un réservoir non planté et à fond nu pour souligner la coloration des poissons. Une combinaison de différentes variétés de poissons rouges et de décorations qui contrastent avec les couleurs vives du poisson en font un décor attrayant. Les plantes vivantes ne sont généralement pas cultivées avec les poissons rouges, à l'exception des plantes rustiques et à pouvoir oxygénant comme l' Egeria, car les poissons rouges perturbent régulièrement le substrat. Ils peuvent également se nourrir de plantes à feuilles plus molles. Des plantes en plastique peuvent être utilisées à la place.
Un aquarium de cichlidés africains se compose généralement de variétés de cichlidés du lac Tanganyika ou du lac Malawi, et nécessite généralement un grand nombre de roches combinées à un substrat de gravier fin ou de sable. L'environnement rocheux doit offrir de nombreuses grottes et cachettes. Parce que les cichlidés, comme les poissons rouges, perturbent le substrat en creusant, les plantes en plastique devraient être utilisées comme substitut aux plantes vivantes. Cependant, de vraies plantes comme Vallisneria ou Anubias peuvent être essayées dans un réservoir de cichlidés.
Un aquarium planté met en valeur les plantes vivantes autant, voire plus, que les poissons. Les grands regroupements d'espèces végétales telles que Hygrophila, Limnophila, Rotala, Vallisneria, Echinodorus et Cryptocorynes avec un nombre limité de poissons sont un bon exemple d'un réservoir planté. Il est important de sélectionner des poissons qui n'endommageront pas les plantes, tels que les petits tétras, les gouramis nains, les barbus cerise, les danios et les néons du pauvre. Il est possible d'ajouter du CO2 en injection et un substrat enrichi en latérite ou, dans le cas d'un aquarium low tech, une couche de terreau sous le gravier pour fournir des nutriments aux plantes.
Un aquarium reproduisant un biotope particulier est conçu pour simuler un habitat naturel, les poissons, les plantes et le reste du décor étant tous représentatifs d'un endroit particulier de la nature. Parce que seules les espèces qui se trouvent ensemble dans la nature sont autorisées dans un véritable aquarium à biotope, ces réservoirs sont plus difficiles et moins courants que les autres thèmes. Les aquariums à biotope les plus courants sont le biotope amazonien et le biotope du lac Malawi, mais les aquariophiles recréent parfois le biotope du fleuve Asie du Sud-Est.

## Voir également

### Articles
- Aquarium
- Aquascaping
- Nourriture pour poisson d'aquarium
- Aquariophilie
- Poisson rouge
- Aquarium public

### Listes
- Liste des espèces d'amphibiens d'aquarium d'eau douce
- Liste de poissons d'aquarium d'eau douce
- Liste des espèces d'invertébrés d'aquarium d'eau douce
- Liste des plantes d'eau douce